# Kenneth Soler
Kenneth Soler Fernández (El Vendrell, 16 de febrero de 2001) es un futbolista español que juega como extremo izquierdo en el Real Club Deportivo Espanyol "B" de la Segunda Federación.

## Trayectoria
Nacido en El Vendrell, es un jugador formado en las categorías inferiores del Calafell desde 2006 a 2009, Vilanova desde 2009 a 2011 y FC Barcelona desde 2011 a 2013, Fundación Futbol Base Reus desde 2013 a 2016 y RCD Espanyol desde 2016 a 2020.
En agosto de 2020, cuando terminó su etapa como juvenil en el RCD Espanyol, firma por el Real Madrid CF para incorporarse al Real Madrid Castilla Club de Fútbol en la Segunda División B de España, donde disputó 12 partidos en los que anotó un gol.
El 4 de agosto de 2021, Kenneth es cedido al Club de Fútbol Internacional de Madrid de la Primera Federación, donde disputó 20 partidos en los que anotó un gol.
El 1 de agosto de 2022, tras quedar libre de su contrato con el Real Madrid CF, firma por el RCD Espanyol por dos temporadas, para incorporarse al Real Club Deportivo Espanyol "B" de la Segunda Federación.
Logra debutar con el primer equipo del  RCD Espanyol el 12 de noviembre de 2022 al entrar como suplente en la segunda mitad de una victoria por 0-3 en un encuentro de Copa del Rey frente al CD Rincón.

## Clubes
| Club                                            | País   | Año             | Partidos | Goles |
| ----------------------------------------------- | ------ | --------------- | -------- | ----- |
| Real Madrid Castilla Club de Fútbol             | España | 2020-2022       | 12       | 1     |
| Club de Fútbol Internacional de Madrid (cedido) | España | 2021-2022       | 20       | 1     |
| RCD Espanyol "B"                                | España | 2022-actualidad | 30       | 1     |
| RCD Espanyol                                    | España | 2022-act.       | 1        | 0     |